# وان (واشینگتن)
وان، واشینگتن (به انگلیسی: Vaughn, Washington) یک منطقهٔ مسکونی در ایالات متحده آمریکا است که در شهرستان پیرس، واشینگتن واقع شده‌است.

## خصوصیات
وان ۹٫۱۴ متر بالاتر از سطح دریا واقع شده‌است.